# Condado de Portage (Ohio)
O Condado de Portage é um dos 88 condados do estado americano de Ohio. A sede do condado é Ravenna, e sua maior cidade é Ravenna. O condado possui uma área de 1 313 km² (dos quais 38 km² estão cobertos por água), uma população de 152 061 habitantes, e uma densidade populacional de 119 hab/km² (segundo o censo nacional de 2000). O condado foi fundado em 1808.